# Szyszkówka tęporozwierkowa

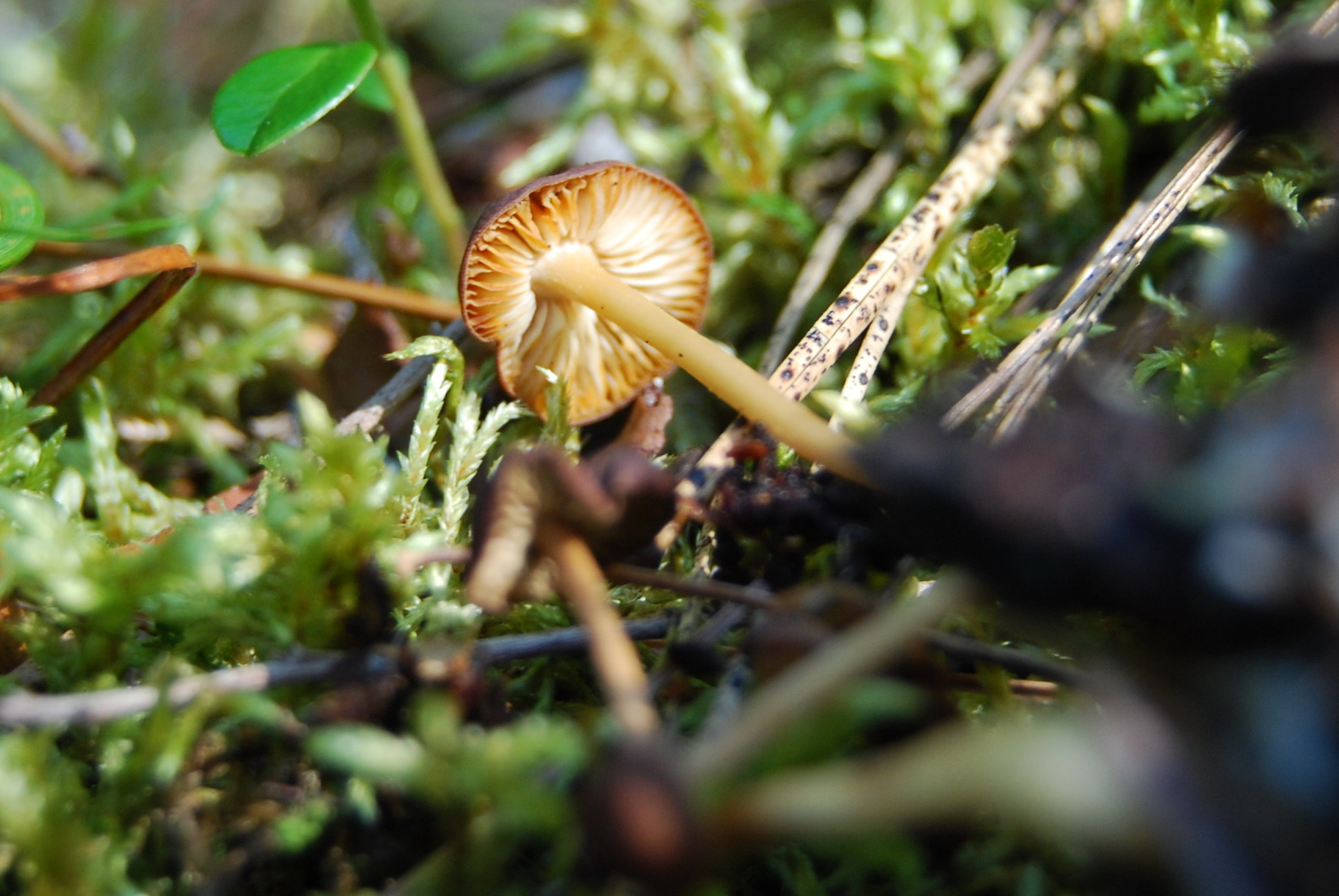

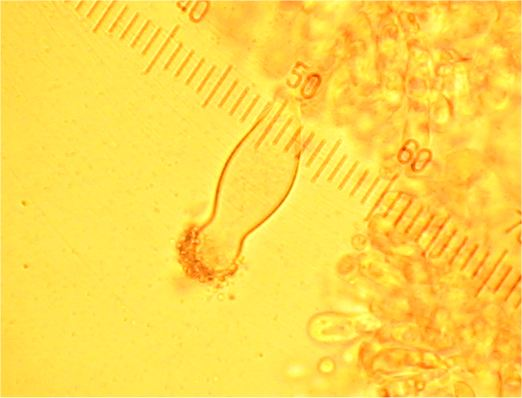
Cystyda

Szyszkówka tęporozwierkowa (Strobilurus stephanocystis (Kühner & Romagn. ex Hora) Singer) – gatunek grzybów z rodziny obrzękowcowatych (Physalacriaceae).

## Systematyka i nazewnictwo
Pozycja w klasyfikacji według Index Fungorum: Strobilurus, Physalacriaceae, Agaricales, Agaricomycetidae, Agaricomycetes, Agaricomycotina, Basidiomycota, Fungi.
Po raz pierwszy takson ten zdiagnozowali w 1960 r. Robert Kühner, Henri Charles Louis Romagnesi i Frederick Bayard Hora nadając mu nazwę Pseudohiatula stephanocystis. Obecną, uznaną przez Index Fungorum nazwę nadał mu w 1962 r. Rolf Singer, przenosząc go do rodzaju Strobilurus.
Niektóre synonimy:
- Collybia stephanocystis Kühner & Romagn. 1953
- Marasmius esculentus subsp. pini Singer 1943
- Pseudohiatula stephanocystis Kühner & Romagn. ex Hora 1960

Polską nazwę podali Barbara Gumińska i Władysław Wojewoda w 1983 r.

## Morfologia
Kapelusz
Średnica 1,5–2,5 (wyjątkowo do 3 cm), kształt początkowo wypukły, potem płaski, czasami z niewielkim garbem. Brzeg nieco wystający poza blaszki, w stanie wilgotnym nieco prześwitujący. Powierzchnia gładka, matowa, czasami promieniście pomarszczona. Ma barwę od białawej przez szaro-ochrową do ciemnobrązowej. Jest higrofaniczny. Jeśli owocniki rozwijają się pod śniegiem, są białe.
Blaszki
Wąsko przyrośnięte, niemal wolne. Ostrza gładkie, barwa początkowo biaława, potem szarawa.
Trzon
Wysokość 2–8 cm, grubość 1–2,5 mm, elastyczny, wygięty, zakończony korzeniasto. Powierzchnia gładka, bardzo drobno oprószona. U podstawy pokryta białą grzybnią.
Miąższ
Cienki, biały, o słabym zapachu i łagodnym smaku.
Cechy mikroskopowe
Podstawki cylindryczne z 2 lub 4 sterygmami. Zarodniki eliptyczne, ostro zakończone, gładkie, bezbarwne, o rozmiarach 5,7–7,5 × 2,5–3,9 μm. Pleurocystydy grubościenne, o rozmiarach 46–57 × 28–34 μm, inkrustowane na szczycie. Cheilocystydy szeroko-maczugowate z płaską podstawą, grubościenne, o rozmiarach 29–47× 4,8–7,2 μm. Komórki skórki zbudowane z grubościennych strzępek o kulistych końcach.

## Występowanie i siedlisko
Opisano występowanie tego gatunku tylko w Europie oraz w Japonii i Korei. W Europie jest szeroko rozprzestrzeniony, występuje od Hiszpanii aż po 66 stopień szerokości geograficznej na Półwyspie Skandynawskim. Według W. Wojewody w Polsce jest bardzo pospolity, M. Snowarski podaje jednak, że jest nieczęsty.
Występuje w lasach, na szyszkach sosnowych, często głęboko zagrzebanych w ziemi. Pojawia się głównie od września do listopada.
Smaczny grzyb jadalny.

## Gatunki podobne
Na szyszkach rosną dwa bardzo podobne gatunki szyszkówek: szyszkówka gorzkawa (Strobilurus tenacellus) i szyszkówka świerkowa (Strobilurus esculentus). Szyszkówkę świerkową najłatwiej odróżnić po podłożu – rośnie na szyszkach świerka. Szyszkówka gorzkawa ma nieco gorzkawy smak, ale po tym nie zawsze da się ją odróżnić od szyszkówki tęporozwierkowej. Morfologicznie szyszkówka gorzkawa ma ciemniejszy kapelusz, a blaszki białe z odcieniem niebieskawym, ale te cechy też nie zawsze pozwalają na jednoznaczne odróżnienie tych gatunków. Konieczne jest badanie mikroskopowe. Szyszkówka tęporozwierkowa ma cystydy o tępych szczytach, a szyszkówka gorzkawa zaostrzone na szczytach i bez kryształków.
Na szyszkach rosną też inne gatunki grzybów:
- grzybówka wiosenna (Mycena strobilicola). Występuje wiosną na szyszkach świerkowych. Różni się wyraźnym zapachem chloru i białym, kruchym trzonem.
- pieniążniczka szyszkowa (Baeospora myosura). Ma jasny, cielistobeżowy kapelusz i biało oprószony trzon.